# 森本匡豊
森本 匡豊（もりもと まさとよ）は、兵庫県西宮市出身の実業家、薬剤師。予防医療・健康関連企業を複数創業。現在はいずれも代表取締役を移譲している。

## 主な創業企業

### 東京製薬株式会社
2016年11月設立。東京都港区六本木に本社を置く製薬・健康食品開発会社。認知症対策に特化したサプリメント「アルツブロック」「アルティブロック」を開発。国内GMP認証工場での製造体制や大学との共同研究により製品開発を行った。また、同社は医療機関への寄付活動や、災害被災地への支援などに注力し、日本赤十字社より有功章を受章している。

### 首都製薬株式会社（解散済）
2017年設立。東京都目黒区に本社を置き、栄養バランスに配慮した完全栄養サプリメント「ALL in ONEサプリ Basic」などを開発した企業。クラウドファンディングでも目標額を達成したが、後に事業再編のため解散。

### ジャパンリコード株式会社
2020年設立。東京都港区赤坂に本社を置くヘルスケア企業。遺伝子検査キットの製造販売、臨床試験の被験者募集・紹介、医薬品および食品の製造販売、ヘルスケア関連アプリケーションの開発などを手掛ける。

### ホワイトニングプラス株式会社
2021年設立。東京都港区赤坂に本社を置き、法人向けセルフホワイトニングサービスを提供。

### 興和メディカル株式会社
2023年に設立。東京都港区東麻布に本社を置き、医療関連事業、マーケティング支援、リサーチ&開発を展開する企業。

### 株式会社リベルテ
2024年設立。本社は東京都港区赤坂。犬用歯磨き「ワンデントプラス」を開発。

## その他の活動
- サプリメントの大学共同研究（例：九州大学・近畿大学）[2]
- 医療機関・介護施設への寄贈活動[1]
- 医療・健康関連の啓発出版物の執筆[13][14]

## 関連人物・団体
- 東京製薬株式会社
- ホワイトニングプラス株式会社
- 興和メディカル株式会社
- ジャパンリコード株式会社
- 日本赤十字社（表彰歴あり）[4]